# 蒙氏獅子魚
蒙氏獅子魚，為輻鰭魚綱鮋形目杜父魚亞目獅子魚科的其中一種，分布於東北大西洋區，包括北海、挪威海、巴倫支海等海域，棲息深度可達30公尺，為底棲性魚類，體長可達12公分，棲息在藻類附著的岩石海岸，屬肉食性，以甲殼類及端足類等為食，生活習性不明。

## 擴展閱讀
維基物種上的相關：蒙氏獅子魚